# Weber Saint-Gobain
A Weber ou Weber Saint-Gobain é uma empresa francesa de materiais de construção.
Atualmente, está presente em mais de 60 países da Europa, Ásia e America do Sul, operando 200 unidades produtivas e empregando mais de 9 500 pessoas.

## Histórico
A Weber iniciou suas atividades na França, em 1902. Em 1996, foi incorporada ao Grupo Saint-Gobain.

## No Brasil
No Brasil, as argamassas industrializadas tiveram início com a brasileira Quartzolit, em 1937, no bairro da Lapa, na capital do estado de São Paulo. Um dos primeiros trabalhos foi o fornecimento da primeira argamassa industrializada para a restauração do mais importante viaduto da época na cidade, o Viaduto do Chá.

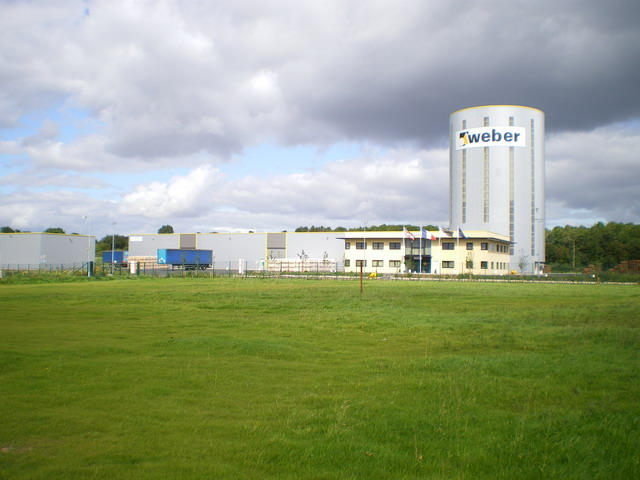
Fábrica da Weber construída em 2008 em Telford, Reino Unido.

Em 1997, a Quartzolit foi incorporada ao grupo francês Saint-Gobain, na Divisão Weber, que hoje é a maior fabricante de argamassas do mundo, passando a se chamar Weber Saint-Gobain, fabricante dos produtos Quartzolit. A Saint-Gobain está presente em 64 países e detém a liderança na industrialização de vidro, ferro fundido, abrasivos, argamassas e materiais cerâmicos.
De lá pra cá, a Weber Saint-Gobain, que sempre ocupou a liderança de mercado, com uma única fábrica instalada em Jandira, na Grande São Paulo, deu início a um programa de expansão pelo Brasil, resultando em abertura de novas unidades fabris e aquisições por todo o território brasileiro. Hoje são 18 fábricas, 10 centros de distribuição e 3 unidades de mineração.